# Мез
Мез (фр. Meuse) — департамент на північному сході Франції, один з департаментів регіону Гранд-Ест. Порядковий номер 55. Адміністративний центр — Бар-ле-Дюк. Населення 192,2 тис. чоловік (88-е місце серед департаментів, дані 1999 р.).

## Географія
Площа території 6 211 км². Через департамент протікають річки Маас, Ер, Ш'єр, Орлен, Орж та ін. Департамент включає 3 округи, 31 кантон і 500 комун.

## Історія
Мез — один з перших 83 департаментів, утворених під час Великої французької революції в березні 1790 р. Виник на території колишньої провінції Барруа. Назва походить від річки Мез.